# ジャン・スティーブンソン
ジャン・リン・スティーブンソン（Jan Lynne Stephenson、1951年12月22日 - ）はオーストラリア人の女子プロゴルファー。1974年にLPGAツアーのメンバーとなった。女子メジャー大会で3回優勝しており、LPGAツアー大会では16回優勝している。

## 経歴
オーストラリア、シドニーに生まれる。十代の時には、1964年に始まったオーストラリア国内のニュー・サウス・ウェールズ女子児童大会で5回連続で優勝している。また、引き続いて行われたニュー・サウス・ウェールズ・ジュニア大会でも3大会連続で優勝している。1973年にプロに転向し、同年行われたウィルズ・オーストラリア女子オープンで優勝している。1974年にLPGAツアーに加入し、この年のLPGAルーキーに指名された。
LPGAでの最初の優勝は、1976年のサラ・コヴェントリィ・ネイプルズ・クラシックである。最も活躍したのは1980年代初頭であり、1981年のピーター・ジャクソン・クラシック、1982年のLPGAチャンピオンシップ、1983年の全米女子オープンなど、毎年メジャー大会で優勝した。
宣伝・広告のために性的魅力を前面に出す手法を堂々と受け入れ支持した最初のLPGAのスター達の一人であると言われ、1980年代初期から半ばにかけて、ゴルフボールで一杯になった風呂桶の中で、裸のままでポーズを取る写真を公開し、有名となった。その後、ピンナップカレンダーも製作した。
1981年、1983年、1987年に1度ずつ優勝している。LPGAのメンバーとしては1987年の優勝が最後の勝利だった。1990年代にもLPGAのツアーに引き続き参加し、1990年代を通して競技に参加したが、1990年にマイアミで強盗に襲われて左手の薬指を負傷した際、一度競技への参加を中断した。寒い時や雨天の時には、この古傷が今でも痛んで悩まされるということである。
女子シニアツアーの設立に取り組み、女子シニアツアーでも勝ち続けることとなる。2003年、女子プロゴルファーとして初めてチャンピオンズ・ツアーに参加したが、予選落ちした。
その他、ゴルフコースのデザインを行ったり、関節炎の患者のためのビデオ教材を製作している。スティーブンソンの慈善活動は多岐にわたるが、その一つとして「国立多発性硬化症患者の会」の名誉会長就任などが挙げられる。
1985年には、「オーストラリアスポーツの殿堂」入りしている。2011年には「スター達と踊るコンテスト」（チャンネル7）に参加した。

## 論争
2003年、韓国生まれの選手がツアーで多数優勝している現状を指して、「アジア人がLPGAツアーを滅ぼす」と発言し、彼女自身も外国人選手ではあるが、LPGAは米国人選手を重視すべきであると信じており、外国人選手枠を設けて人数を制限すべきだ、と発言した。後日、「人種問題にするつもりはなかった」と謝罪した。

## 優勝歴

### LPGAツアーの優勝歴
| 女子シニア                    |
| LPGAツアーの優勝回数 (3)      |
| LPGAツアー以外の優勝回数 (13) |

| No. | 日程 | トーナメント                           | スコア                | 打差 | 対戦相手                                                     |
| --- | ---- | -------------------------------------- | --------------------- | ---- | ------------------------------------------------------------ |
| 1   | 1976 | サラコベントリーナポリクラシック       | +2 (73-69-76=218)     | 1    | サンドラ・ヘイニー, ジュディ・マイスター                     |
| 2   | 1976 | バーミンガムクラシック                 | −13 (65-70-68=203)    | 4    | キャシー·マーティン                                          |
| 3   | 1978 | 女子インビテーショナル                 | −5 (68-72-69-74=283)  | 4    | ベス・ダニエル                                               |
| 4   | 1980 | サンシティクラシック                   | −13 (66-71-67-71=275) | 1    | M.J. スミス                                                  |
| 5   | 1981 | ピータージャクソンクラシック           | −10 (69-66-70-73=278) | 1    | パット・ブラッドリー、ナンシー・ロペス                       |
| 6   | 1981 | メアリーケイクラシック                 | −18 (65-69-64=198)    | 11   | サンドラ・ヘイニー                                           |
| 7   | 1981 | 米国バージニアバンク·クラシック        | −14 (66-71-68=205)    | 3    | ジャネット・アレックス、 サリー・リトル                      |
| 8   | 1982 | 全米女子プロゴルフ選手権               | −9 (69-69-70-71=279)  | 2    | ジョアン・カーナー                                           |
| 9   | 1982 | レディーキーストーンオープン           | −5 (71-71-69=211)     | 1    | バーバラ・モネス、 アレクサンドラ·ラインハルト               |
| 10  | 1983 | ツーソンコンキスタドーレスLPGAオープン | −9 (72-68-67=207)     | 5    | エイミー・オルコット                                         |
| 11  | 1983 | レディーキーストーンオープン           | −11 (69-67-69=205)    | 1    | パット・ブラッドリー                                         |
| 12  | 1983 | 全米女子オープン                       | +6 (72-73-71-74=290)  | 1    | ジョアン・カーナー、 パティ・シーハン                        |
| 13  | 1985 | GNAクラシック                          | +2 (70-73-72-75=290)  | 1    | エイミー・オルコット、 パット・ブラッドリー バーバラ・モネス |
| 14  | 1987 | サンタバーバラオープン                 | −1 (74-68-73=215)     | 1    | ジェーン・ゲデス、 岡本綾子                                  |
| 15  | 1987 | セーフコクラシック                     | −11 (68-70-71-68=277) | 1    | ナンシー・ロペス                                             |
| 16  | 1987 | コニカサンノゼクラシック               | −11 (69-71-65=205)    | 5    | エイミー・オルコット                                         |

LPGAツアー　プレーオフ記録 (0–4)
| No. | 年   | トーナメント             | 対戦相手                                                      |
| --- | ---- | ------------------------ | ------------------------------------------------------------- |
| 1   | 1979 | 女子ケンパーオープン     | ドナ・カポニ、 ジョアン・カーナー 樋口久子、 ナンシー・ロペス |
| 2   | 1981 | 京セラ稲森クラシック     | エイミー・オルコット、 ドナ・カポニ ホリス・ステーシー        |
| 3   | 1986 | メイフラワークラシック   | クリスタ・ジョンソン、 サンドラ・パーマー                     |
| 4   | 1999 | フィスターLPGAクラシック | ベッキー・アイバーソン、 ロージー·ジョーンズ                  |

### ALPGツアー
- 1973 ウィルズオーストラリアン女子オープン
- 1977 ウィルズ・カンタス・オーストラリアン女子オープン

### 欧州女子ゴルフツアー
- 1985 ヘネシーフランスオープン

### JLPGAツアー
- 1981 ワールドレディスチャンピオンシップ
- 1985 ニチレイレディスカップ

### レジェンズツアー
- 2000 Hy-Veeクラシック
- 2005 BJ's チャリティー選手権
- 2007 ハンダ・オーストラリアカップ

### その他
- 1983 JCペニー混合チームクラシック（英語版）
- 1990 JCペニー/ LPGAスキンズゲーム（英語版）

## メジャー

### 優勝
| 年   | タイトル                 | スコア                | 打差 | 対戦相手                                |
| ---- | ------------------------ | --------------------- | ---- | --------------------------------------- |
| 1981 | カナディアン女子オープン | −10 (69-66-70-73=278) | 1    | パット・ブラッドリー、 ナンシー・ロペス |
| 1982 | 全米女子プロゴルフ選手権 | −9 (69-69-70-71=279)  | 2    | ジョアン・カーナー                      |
| 1983 | 全米女子オープン         | +6 (72-73-71-74=290)  | 1    | ジョアン・カーナー、 パティ・シーハン   |

## 国別団体戦優勝
- ハンダカップ: 2006, 2007, 2008, 2009, 2010, 2012 (タイ), 2013

## 日本との関係
1984年に開催されたマツダジャパンクラシック最終日において、ジャン・スティーブンソンと岡本綾子は同組でラウンドし、トップを競っていた。14番ホールでジャン・スティーブンソンがボギーとなった際に、一部観客から拍手とともに「ナイスボギー」の声が飛んだ。このマナー違反の観客の行為に対し、ジャン・スティーブンソンより早く岡本が涙を流して抗議の声を挙げた。このエピソードは観客のマナー違反を批判する際に引用されることがある（例：2009年サン・クロレラクラシックにおける石川遼に対する観客行為など）。